# Pont de l’amitié sino-malienne
Die Pont de l’amitié sino-malienne (deutsch: Brücke der chinesisch-malischen Freundschaft) ist eine Straßenbrücke über den Niger in Bamako, der Hauptstadt des westafrikanischen Staates Mali. Sie wird auch als Bamako Nr. 3 Brücke bezeichnet, da sie die dritte Brücke der Stadt ist. Allerdings sind die Namen vorläufiger Natur bis zur Festlegung eines offiziellen Namens. Finanziert wurde die Brücke vom Handelsministerium der Volksrepublik China und sollte, nach einem Notenaustausch der chinesischen und malischen Regierungen im August 2007, etwa 400 Millionen Yuan kosten. Im Jahr 2009 wurden die Kosten mit 346 Millionen Yuan angegeben. Das Projekt wurde am 14. November 2009 an die China Gezhouba Group Company vergeben. Der Spatenstich mit den damaligen Staatspräsidenten Hu Jintao und Amadou Toumani Touré fand am 13. Februar 2009 statt. Es wurde angegeben, dass die Bauzeit 40 Monate dauern soll. Jedoch wurde die Brücke bereits nach zwei Jahren und vier Monaten fertiggestellt und am malischen Nationalfeiertag, dem 25. September 2011 von Touré und dem chinesischen Handelsminister Yu Jianhua eröffnet.
Die Brücke verläuft in einer leichten S-Kurve über den Fluss knapp unterhalb der alten Chaussée de Sotuba, einer durch das Überschwemmungsgebiet des Niger führenden Straße mit kleinen Brücken, die bei höherem Wasserstand überspült werden.
Das gesamte Bauprojekt mit Zubringern ist 2294 m lang und verbindet die V5 Avenue im Norden mit der RX6 Avenue im Süden. Die Brücke selbst ist 1627 m lang und 24 m breit. Sie hat je zwei durch einen Mittelstreifen getrennte Fahrspuren aus Asphaltbeton und beiderseits je einen Gehweg. Ihre 69 Brückenfelder überspannen 1616 m zwischen den Widerlagern. Ihre beiden Richtungsfahrbahnen wurden als getrennte Tragwerke im Freivorbau als Spannbetonbrücke mit einem gevouteten Hohlkasten und auskragender Deckplatte ausgeführt.